# André Philip
Pour les articles homonymes, voir Philip et André Philip (homonymie).
André Philip est un homme politique socialiste français, professeur des universités en sciences économiques et avocat, né le 28 juin 1902 à Pont-Saint-Esprit (Gard) et mort le 5 juillet 1970 à Saint-Cloud,.

## Biographie

### Formation et famille
Fils de Louis Philip, officier et de Gilberte Vincent, né au sein d'une famille protestante, socialiste et démocrate, André Philip adhère à la SFIO en 1920.
Il effectue ses études secondaires au lycée de Marseille, actuel lycée Thiers, d'abord à son annexe Périer (de 1912 à 1916), puis à partir de la seconde, dans l'enceinte-même du lycée. Il y obtient des excellents résultats, et est solitaire ; il ne descend jamais en récréation et a peu d'interactions avec ses camarades. Il se lie cependant d'amitié avec son professeur de philosophie, René Le Senne.
Il est reçu au baccalauréat en 1919. Il obtient de sa mère de poursuivre des études de philosophie à l'université de Paris, où il obtient une licence de philosophie puis un diplôme d'études supérieures sous la férule de Léon Brunschvicg. Il suit également des études de droit dans la même université et obtient une licence de droit. Il obtient en 1921 son diplôme de l'École libre des sciences politiques après avoir étudié avec Daniel Halévy,.
En 1924, il se présenta au concours d’agrégation d’économie politique dont le président du jury était Charles Rist. Ce dernier lui fit obtenir une bourse de la fondation Rockefeller qui lui permit de partir deux ans aux États-Unis où il suivit des cours de théologie à l'université Columbia et des cours d’économie à l’université du Wisconsin à Madison.
Il prépare une thèse de sciences économiques à Londres et est reçu à l'agrégation d'économie en 1926. Il est nommé professeur de droit à l'université de Lyon (1926).
Il épouse en 1924 Mireille Cooreman, le couple a cinq enfants : Olivier, qui fut préfet d'Île-de-France, Jean, Christiane, Nicole et Loïc. Mireille Philip a été reconnue juste parmi les nations pour avoir fait évader des Juifs alors qu'elle vivait au Chambon-sur-Lignon ; elle meurt en 1991.

### Carrière politique
Dans les années 1930, il dirige avec le syndicaliste Maurice Landrain le Front des chrétiens révolutionnaires, qui regroupe les tendances socialistes et communistes du « christianisme social ».

#### Soutien aux objecteurs de conscience
Il assure au tribunal la défense de plusieurs objecteurs de conscience dont les pasteurs Jacques Martin,,, et Philippe Vernier. Il signe avec de nombreux intellectuels une lettre réclamant la libération d'Henri Ferjasse, objecteur emprisonné en grève de la faim. En 1933, vingt ans avant le vote de la loi sur l'objection de conscience, il est membre du Comité central de la Ligue des Droits de l'Homme et souhaite voir celle-ci « prendre officiellement parti en faveur du service civil et engager une campagne énergique dans ce sens. » Son projet de statut est débattu puis adopté par le Comité, mais en vain,. En 1949, il dépose au bureau de l'Assemblée nationale une proposition de loi portant sur un statut des objecteurs de conscience.

#### Front populaire
Député socialiste du Rhône de 1936 à 1940, André Philip fut rapporteur sur la semaine de 40 heures. Il fut également adhérent du Comité de vigilance des intellectuels antifascistes et de l'Association juridique internationale. Dès cette époque, Philip était proche des milieux patronaux de la sidérurgie qui le finançaient. À cet égard, et Henry Ehrmann l'écrit, il peut être considéré à l'instar de Robert Lacoste comme « une tête de pont du patronat au sein de la SFIO ». Il se vit confier une collaboration régulière aux Nouveaux cahiers revue proche du patronat et après guerre à un de ses successeurs le groupe de recherches économiques et sociales (GRES) fondé en novembre 1945 par Auguste Detœuf,.
C'est à ce titre que pour faire adopter plus tard le plan Schuman relatif à la CECA par l'opinion publique, il s'illustrera par une campagne dans "Le Populaire" pour simuler une opposition farouche des milieux sidérurgistes et de l'UIMM à la CECA qui n'existait pas. La mèche fut vendue dans un communiqué du 3 décembre 1950 où le CNPF félicitait Philip pour son rapport présenté devant le conseil économique et social.

#### Résistance
André Philip fut au nombre des quatre-vingts parlementaires qui refusèrent de voter les pleins pouvoirs à Pétain le 10 juillet 1940. Il participa à la Résistance au sein du Comité d'action socialiste et de Libération-Sud. Il put quitter la France ainsi que sa famille sans encombre : son épouse étant malade, il demanda et obtint les passeports nécessaires pour partir par l'entremise d'une figure importante de l'entourage de Pétain, René Gillouin[source insuffisante], ces passeports lui ayant été obstinément refusés par l'administration jusqu'à cette intervention.
En juillet 1942, il rejoignit de Gaulle à Londres afin d'évaluer les convictions démocratiques de celui-ci. Bien accueilli par le chef de la France libre, il fut nommé le 27 juillet 1942 Commissaire à l'Intérieur au sein du Comité national français ; puis, en novembre, il fut chargé de mission aux États-Unis pour tenter de surmonter l'antipathie qu'éprouvait le président Franklin Roosevelt envers de Gaulle, mais ce fut un échec : il commence par rater son train et arrive avec une heure et demi de retard. Roosevelt le reçoit cependant mais sous les yeux ébahis d'Adrien Tixier il passe quarante minutes à vociférer et à reprocher au président tous les différents passés entre la France Libre, la Maison-Blanche, le Département d'État et l'US Army. Il est congédié abruptement et, rentré à Londres, rend compte de sa mission en déclarant à de Gaulle qu'il "a dit à Roosevelt tout ce qu'il avait sur le cœur".
Arrivé le 30 mai 1943 à Alger avec le général de Gaulle, il participa aux négociations entre celui-ci et le général Henri Giraud, relatives au partage des pouvoirs et des responsabilités au sein du Comité français de Libération nationale (CFLN). C'est dans ce cadre qu'André Philip, proche conseiller de de Gaulle se permit, dans une lettre à celui-ci, de lui recommander avec force, d'une part, de montrer plus de respect humain, et cela dans un esprit sainement démocratique, et, d'autre part, de prendre garde à son orgueil : « Depuis notre arrivée à Alger, vous avez commis un certain nombre d’erreurs précisément pour avoir agi trop vite, sans consulter d’autre que vous-même. […] En fait, nul homme, quelque génial qu’il soit, ne peut se décider seul : la délibération à plusieurs est une simple règle de saine gestion […]. votre orgueil […] vous rend parfois inutilement dur et blessant ». Néanmoins, la loyauté d'André Philip vis-à-vis de de Gaulle fit que « leur estime réciproque » ne fut pas entamée.
Le 9 novembre 1943, André Philip fut nommé Commissaire chargé des rapports avec l'Assemblée consultative (voir la liste) au Comité français de libération nationale d'Alger.

#### Ministre de laIVeRépublique

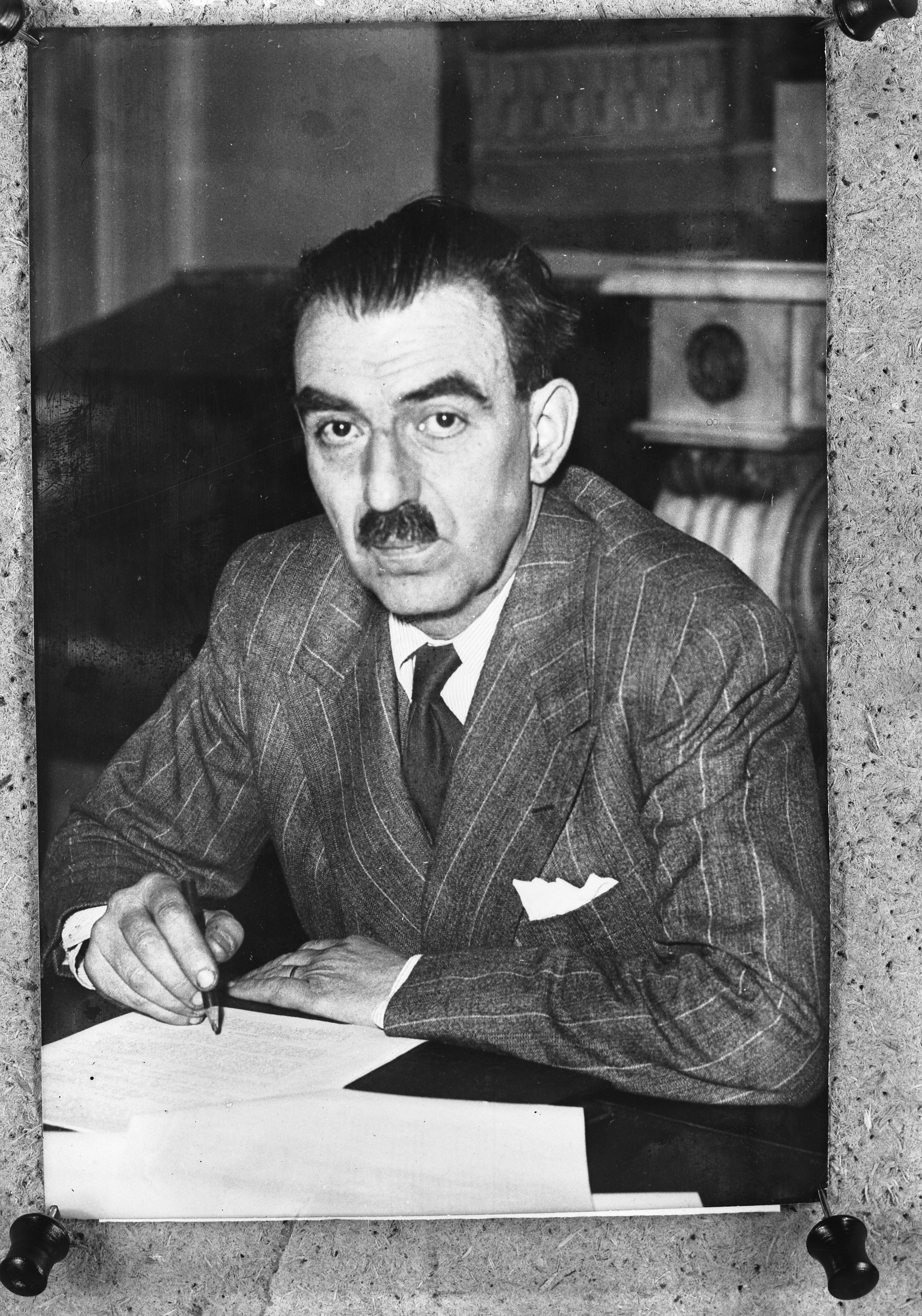
Philip, ministre du gouvernement Félix Gouin (février 1946).

Il fut membre de l'Assemblée consultative puis des deux assemblées constituantes. Dans la seconde, il présida la commission de la Constitution.
André Philip fut réélu député du Rhône en 1946 et siègea au Palais-Bourbon jusqu'en 1951. Il fut ministre de l'Économie nationale et des Finances du gouvernement Gouin (janvier-juin 1946), puis dans le gouvernement Blum (décembre 1946-janvier 1947). Dans le ministère Ramadier en 1947, il reste ministre de l'Économie nationale. Il proposa un projet de redressement des comptes publics, appelé le « plan Philip ».
Après guerre, André Philip intégra le Conseil français pour l’Europe unie créé officiellement en juin 1947 dont le président était Raoul Dautry. Parmi les membres de ce Conseil, on peut également relever les noms de Paul Ramadier, Léon Jouhaux, Charles Rist et René Courtin. Le mouvement européen, dont il était aussi membre, fut financé majoritairement par des fonds américains, en provenance de l'ACUE (American Committee on United Europe) présidé par William Donovan, ancien chef de l'OSS durant la guerre et Allen Dulles qui était en fonction à Berne durant la même période. Les fonds de l'ACUE représentèrent jusque 1952 la moitié du budget de l'ACUE et, après 1952, probablement les deux tiers, le reste provenant de fondations dont les directeurs étaient membres des cercles du renseignement américain. La plus importante était la fondation Ford dont l'administrateur était John McCloy, ancien gouverneur américain en Allemagne. Il y était tout en servant comme président du conseil des relations extérieures, organe lié au département d’État,,. Dans une interview en mai 1988, Henry Frenay reconnaîtra la réalité de la nature de ce financement.
Philip fait partie de l'Assemblée consultative du Conseil de l'Europe, où il préconisa la création de la CECA. Battu aux élections de 1951, il entre au Conseil économique et social, dont il reste membre jusqu'en 1959.

#### Membre du PSU
Critique de la politique algérienne de Guy Mollet, il fut exclu du parti socialiste SFIO en 1957 et rejoignit le Parti socialiste autonome, puis le PSU jusqu'en 1962. Président du Mouvement socialiste pour les États-Unis d'Europe, il s'opposa alors à Pierre Mendès France, à qui il ne pardonnait pas l'épisode de la CED.

### Carrière universitaire
Sur le plan universitaire, il enseigna l'économie politique à l'Université de Sarrebrück de 1951 à 1957, puis à celle de Paris de 1957 à 1967.
Expert des problèmes du commerce international et du développement, André Philip participa aux premières assemblées de la CNUCED en 1964 et en 1968.

### Acteur du mouvement associatif
André Philip s'engagea très tôt dans l'éducation populaire. Il fut notamment à l'initiative de la création, en septembre 1944, de la « République des jeunes », organisation associative nationale rassemblant syndicats de salariés et mouvements éducatifs et de jeunesse, organisation qui préfigura la création, en 1948, de la Fédération française des maisons des jeunes et de la culture dont il assura la présidence jusqu'en 1968.
Protestant engagé, il milite au sein du mouvement du christianisme social et est président de la commission des affaires internationales de la Fédération protestante de France (1962-1970). Il est l'un des leaders de la conférence « Église et société », du Conseil œcuménique des Églises, à Genève en 1966.

## Fonctions gouvernementales
- Commissaire d’État chargé des Rapports avec l'Assemblée Consultative du gouvernement Charles de Gaulle (1) (du 26 août au 10 septembre 1944)
- Ministre de l'Économie nationale et des Finances du gouvernement Félix Gouin (du 26 janvier au 24 juin 1946)
- Ministre de l'Économie nationale et des Finances du gouvernement Léon Blum (3) (du 16 décembre 1946 au 22 janvier 1947)
- Ministre de l'Économie nationale du gouvernement Paul Ramadier (1) (du 22 janvier au 22 octobre 1947)

## Publications
- Guild socialisme et trade unionisme, Les Presses universitaires, 1922.
- Le recours pour excès de pouvoirs et l'activité coopérative, Les Presses universitaires, 1923.
- L'Angleterre moderne, le problème social, l’expérience travailliste, Crès, 1926.
- Le problème ouvrier aux États-Unis, Alcan, 1927.
- L'Inde moderne, Alcan, 1930.
- Sécurité et Désarmement, Cahiers Bleus, 1932.
- H. de Man et la crise doctrinale du socialisme, Gamber, 1933.
- Dieu et César, conférence, Édition du Christianisme social, 1935.
- Trade Unionisme et Syndicalisme, Aubier, 1936.
- L'Europe unie et sa place dans l'économie internationale, P.U.F. 1953.
- La démocratie industrielle, P.U.F. 1955.
- Violence et non-violence, Berger-Levrault, 1956.
- Le Socialisme trahi, Plon, 1957.
- Pour un socialisme humaniste, Plon, 1960.
- Histoire des faits économiques et sociaux de 1800 à nos jours, Aubier, Éditions Montaigne, 1963.
- La Gauche, mythe et réalités, Aubier Montagne, 1964.
- Mai 1968 et la foi démocratique, Aubier Montagne, 1968.
- Le Christianisme et la paix, Éditions Je sers, non daté.

## Hommages
La rue André-Philip, a été nommée en son honneur à Lyon.

## Sources
- Fonds André Philipp, cote 625AP consulter en ligne Archives nationales.
- « André Philip », dans le Dictionnaire des parlementaires français (1889-1940), sous la direction de Jean Jolly, PUF, 1960 [détail de l’édition]; article en ligne: https://www2.assemblee-nationale.fr/sycomore/bio/(num_dept)/5885 (consulté le 27.09.2023).